# Procedura konsultacji
Procedura konsultacji – jedna z procedur legislacyjnych Unii Europejskiej.
Przed Traktatem z Lizbony stosowana była we Wspólnocie Europejskiej obok procedury zgody, współdecydowania i współpracy. 1 grudnia 2009 r. procedura konsultacji wraz z procedurą zgody weszły w skład tzw. procedury specjalnej, procedura współpracy została usunięta, natomiast procedura współdecydowania nazwana została zwykłą procedurą ustawodawczą. Ma to na celu uproszczenie procesu decyzyjnego w UE dzięki poprawie przejrzystości i skuteczności. Reguluje to art. 289 Traktatu o funkcjonowaniu Unii Europejskiej.
W tej procedurze organem prawodawczym jest Rada Unii Europejskiej. Parlament Europejski może zatwierdzić bądź odrzucić wniosek ustawodawczy lub zaproponować do niego poprawki. Rada nie jest prawnie zobowiązana do uwzględniania opinii Parlamentu. Wydanie opinii jest jednak istotnym wymogiem proceduralnym zgodnie z orzecznictwem Trybunału Sprawiedliwości, jego naruszenie skutkuje nieważnością aktu. Tak więc Rada UE jest w praktyce jedynym ustawodawcą. W niektórych odmianach tej procedury wymagana jest opinia jeszcze innej instytucji jak np. Europejskiego Banku Centralnego lub Komisji Europejskiej. Procedura ta ma obecnie zastosowanie w ograniczonej liczbie dziedzin ustawodawczych, jak np. odstępstwa od zasad rynku wewnętrznego i prawa konkurencji.